# نمایشگر سرعت هوا

Diagram showing the face of a true airspeed indicator typical for a faster single engine aircraft

نمایشگر سرعت هوا ابزاری است که در هواپیما برای نشان دادن سرعت هوا به خلبان بر حسب فوت بر ساعت به کار می‌رود.

## کاربرد
نشانگر سرعت هوا توسط خلبان در طی تمام فازهای پرواز از جمله برخاست، صعود، کروز، نزول و فرود به منظور حفظ سرعت هوابا توجه به نوع هواپیما و شرایط عملیاتی که در کتابچه راهنمای عامل مشخص شده‌است، به کار می‌رود.
در میان ابزارهای پرواز، نشانگر سرعت هوا، علاوه بر افق مجازی به عنوان یک ابزار مرجع برای کنترل گام در طول صعود، پایین آمدن و چرخش مورد استفاده قرار می‌گیرد.
همچنین از نشانگر سرعت هوا برای تعیین موقعیت با استفاده از محاسبات - هنگامی که سرعت، زمان و تحمل به عنوان پارامترهای هدایتگر در غیاب ابزار کمکی نظیر NDBs, VORs or سامانه موقعیت‌یاب جهانی. مورد استفاده قرار می‌گیرند- استفاده می‌شود.

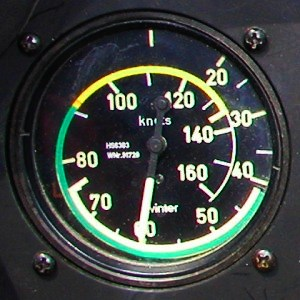
A high sensitivity "540 degree" airspeed indicator used in a glider. The pointer swings past zero (top), but the colored arcs do not overlap. The needle shows an indicated سرعت هوا of 60 knots.

## در هواپیماهای سبک
نشانگر سرعت هوابه عنوان علامت از یک سری رنگهای استاندارد برای باندها و خطوط در صفحه ابزار استفاده می‌کند. محدوده سفید محدوده نرمال سرعت عمل برای هواپیما باتغییرارتفاع برای برخاست و نشست است. محدوده سبز محدوده نرمال سرعت عمل برای هواپیمابدون تغییرات ارتفاعی است. محدوده زرد محدوده‌ای است که بخاطر سرعت بالای هواپیما،کنترل آن باید با احتیاط بیشتری همراه باشد.
خط قرمز VNEیا سرعت غیر مجازرا نشان می‌دهد. این بیشترین سرعتی است که تحت هیچ شرایطی هواپیما نباید از آن تجاوز کند. خط قرمز پس از باند زرد قرار می‌گیرد که ناحیه خطراست و از VNO (حداکثر سرعت کروز) تاVNE می‌باشد. باند سبز از VS1 تاVNOمی‌باشد. VS1 سرعت توقف با لغزنده و اهرم فرود منقبض شده‌است.
باند سفید از VSO تا VFEقرار دارد. VSOسرعت توقف با لغزنده افزوده شده‌است و VFE حداکثر سرعتی است که در آن صعود یا نزول توصیه شده‌است

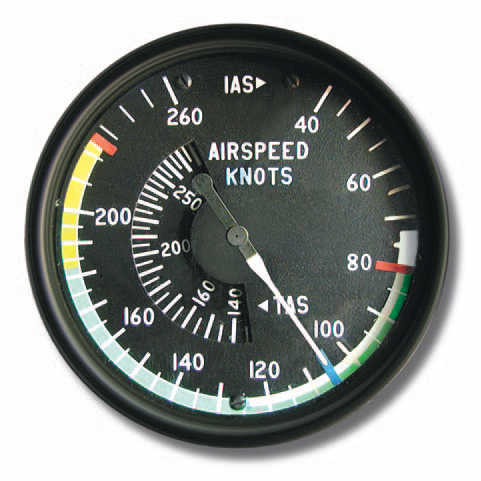
Airspeed indicator markings for a light multiengine airplane.

## در هواپیماهای بزرگ
نشانگر (نمایگر) سرعت هواپیما به‌طور خاص برای مونیتورینگ سرعت هنگام راه اندازی هواپیمامهم است. به هر حال در هواپیماهای بزرگ سرعت آن می‌تواند با توجه به ارتفاع از سطح افق فرودگاه، وزن و دمای هواپیما متفاوت باشد به همین دلیل دامنه رنگ شده مبتنی بر ASI در هواپیماهای سبک استفاده نمی‌شود. در عوض دستگاه اشاره گرهای متحرکی با نام bugs دارد که این ممکن است به وسیله پیلوت (راهنما) از پیش تنظیم شده باشد تا سرعت مناسب مناسب را برای شرایط فعلی نشان دهد.

هواپیمای جت مانند هواپیمای با موتور پیستونی سرعت بهینه حداکثر یعنیVNOو VNE ندارد ولی در عوض حداکثر سرعت عامل VMOو حداکثر میزان سرعت ماخ MMO را دارد. به منظور مشاهده کردن هر دو محدوده خلبان هواپیمای جت الزاماً هم نشانگر سرعت هوایی و هم ماخ سنج را با هر یک از خطوط قرمز مناسب احتیاج دارد. در هواپیماهای عمومی جت: ماخ سنج با یک ابزار که شامل جفت نشانگر هم مرکز می‌باشد، تر کیب می‌شود. یکی برای نشان دادن سرعت هوایی و دیگری برای نشان دادن عدد ماخ.
یک دستگاه جایگزین، نشانگر سرعت هوایی مجاز حداکثر است. این دستگاه عقربه متحرکی دارد که سرعت استاندارد (سرعتی که از حد انتظار تجاوز نمی‌کند) را که با تغییرات ارتفاعات تغییر می‌کند را نشان می‌دهد تا موج ضربه ای با سرعت صوت را از بال هواپیما دور کند. معمولاً عقربه راه راه سفید و قرمز است لذا به عنوان (bar ber pole) شناخته شده‌است. متناسب با افزایش ارتفاع که MMO به جای VMO سرعت محدودکننده می‌شود، bar ber pole به سمت مقادیر کمتر ISA حرکت می‌کند.
سیستم‌های استفاده شده در هواپیما ای مدرن دو تا نمایشگر سرعت هوایی را به کار می‌گیرد نمایشگر الکترو نیک بر روی پنل اطلاعات پرواز اولیه و دستگاه مکان‌یاب مکانیکی سنتی که وقتی پنل الکترونیک از کار افتاد استفاده شود. نوعاًسرعت هوایی به شکل نوار باریکی نشان داده می‌شود. که با سرعت هوایی فعلی متوسط به بالا و پایین حرکت می‌کند. از رنگ مشابهی برای نشانگر مکانیکی برای نمایش سرعت Vاستفاده می‌شود.

## کارکرد
همراه با فراز سنج و نمایشگر سرعت عمودی، نمایشگر سرعت هوایی عضوی از سیستم آنتن فشارسنج دستگاه هدایت می‌باشد بنابراین به این دلیل نامیده می‌شود برای آنکه که به وسیله سنجیدن فشار در قلم رو ایستا و پویا آن را به کار می‌اندازند

Internal mechanism of an airspeed indicator

نمایش گر سرعت هوایی به وسیله سنجش اختلاف بین فشار ایستا (در یافت کردن از طریق یک پورت ایستا یا بیشتر) و فشار ایستا به خاطر راندن با فشار ضربه هوا که از طریقلوله پیتو دریافت می‌شود، کار می‌کند. این تفاوت در فشار به خاطر ضربه فشار اثر فشار نامیده می‌شود.
پورت‌های ایستا در خارج از هواپیما در جاهایی انتخاب می‌شوند که برای شناسایی فشار اتمسفری به‌طور دقیق با کمترین اغتشاش در حضور هواپیما به کار روند.
بعضی هواپیماها به منظور سنجش دقیق تر فشار ایستا در طی لغزش به سمت چپ و راست و پایین و سر خوردن، پورت‌های ایستا هم در کنار بدنه هواپیما و هم در کنار دم هواپیما دارد
یخ زدگی مشکل برای لوله‌های پیتو هست وقتی که دمای هوا از انجماد کمتر است و وقتی که رطوبت قابل مشاهده در جو وجود دارد مانند پرواز در هوای ابری و بارانی. برای جلوگیری از تشکیل یخ بر روی لوله از لوله‌های پیتو داغ شده به وسیله جریان الکتریکی، استفاده می‌شود.
نمایشگر سرعت هواپیما و فراز سنج با انسداد در سیستم ایستا بی‌اثر، عرضه خواهد شد. به منظور دوری کردن از این مشکل، اگر هواپیماها قصد استفاده در شرایط هواسنجی دستگاه را دارند، به منابع دیگری از فشار ایستا مجهز می‌شوند. در هواپیما تحت فشار نامناسب منابع فشار ایستای جایگزین معمولاً با بازکردن سیستم فشار ایستا به سمت هوای داخل کا بین بدست می‌آید این دارای کمترین دقت است ولی هنوز امکان‌پذیر است. در هواپیما با فشار مناسب یا فشار تنظیم شده در منابع ایستای جایگزین دومین مجموعه از پورت‌های ایستا بر روی سطح بیرونی (رویه) هواپیمامی باشد. ولی در مکانی متفاوت با منبع اصلی

## تفاوت‌ها

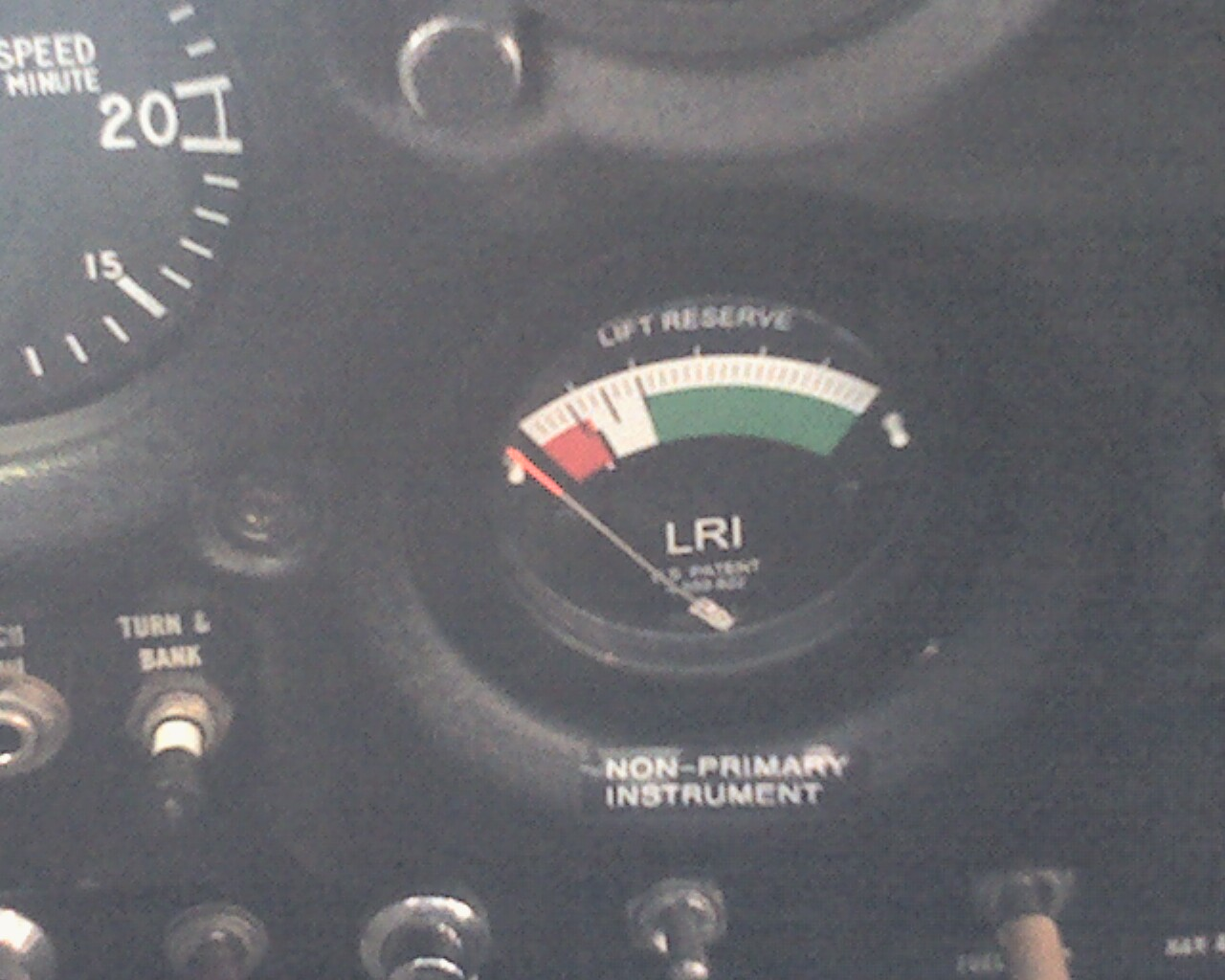
Lift Reserve Indicator as installed

نمایشگر رزرو شدهٔ خیز یا LRI به عنوان جایگزین یا پشتیبان برای نمایشگر سرعت هواپیما در طی مراحل بحرانی پرواز تدارک دیده شده‌است. این ابزار خوبی است ولی به ندرت در هواپیمای سبک و جت‌های ترابری معمولی یافت می‌شود. نمایشگر عادی سرعت هواپیما از حساسیت و دقت کمتری برخوردار است هنگامی که سرعت هوا کاهش می‌یابد در نتیجه نمایشگر سرعت هواپیمای معمولی اطلاعاتی که از اعتبار کمتری برای خلبان برخوردار است وقتی که سرعت هواپیما تا مرز توقف کاهش می‌یابد، تهیه می‌کند. سرعت واقعی توقف هواپیما با شرایط هواپیما هم تغییر پیدا می‌کند خصوصاً تغییرات در وزن ناخالص و بار سطح بال هواپیما در طی مانور. ASI کاملاً خلبان را از چگونگی بی حرکتی در طی این مانورها آگاه نمی‌کند، در حالی که LRI این کار را انجام می‌دهد.
همان‌طور که در بالا ذکر شد افت سرعت در هر زمانی و در هر سرعت هواپیما که باشد LRI به خلبان به‌طور مستقیم نشان می‌دهد؛ بنابراین برای استفاده خلبان هم واضح تر و هم آسان‌تر هست – LRI فشار تفاضلی دینامیکی و زاویه آغاز به عملیات را استفاده می‌کند. این وسیله برای شروع کار خیلی سریع است و به‌طور فزاینده‌ای در سرعت‌های کند دقیق می‌باشد. در نتیجه اطلاعاتی که از اعتبار بیشتری برخوردار است برای خلبان وقتی که سرعت هواپیما کاهش می‌یابد و شرایط بحرانی می‌شود فراهم می‌کند.
LRIیک ناحیهٔ ۳ گانه از نمایش زرد- سفید- سبز است. در طول پرواز ناحیه سبز به خوبی بالای توقف است در جایی که کنترل‌ها محکم می‌شود، زاویه حمله کم است، و پتانسیل بالاآمدن بال بی استفاده، زیاد است. ناحیه سفید نزدیک به توقف جایی که کنترل کردن پرواز راحت‌تر است زاویه حمله بالاست و پتانسیل بالا بردن بال استفاده نشده کم می‌شود. بالای ناحیه قرمز شروع به افت سرعت را تعیین می‌کند. شدت افت سرعت افزایش می‌یابد و قتی که ضربه عقربه عمیقتر در ناحیه قرمز، در طی پرواز کردن نمایشگر ذخیره پرتاب فشار دینامیکی را برای اقدام کردن استفاده می‌کند. عقربه ناحیه قرمز بالا نخواهد آمد تا اینکه توانایی کافی سرعت هواپیما برای پرواز در دسترس باشد.
خلبان دستگاه مکان‌یاب را برای نشان دادن حد و مرز ناحیه قرمز و سفید کنش سرعت هواپیمایی حداقلی در ارتفاعات تنظیم می‌کند. به منظور نشان دادن اینکه هواپیما در ارتفاعات کم، پتانسیل بالابردن بال قبل از نقطهٔ اوج دارد. از زمانی که بال افت خواهد کرد در همان درجه حمله با سرعتی از هواپیما به محض آنکه به‌طور مناسب تنظیم شد. نمایشگر ذخیره پرتاب هر زمانی افت سرعت هواپیما به حالت وی‍ژه در می‌آید. لبهٔ سفید و قرمز نشان داده خواهد شد. این شامل افت سرعت فرود آمدن افت سرعت صعود کردن افت سرعت شتاب گرفتن می‌شود. پس از تنظیم سرعت خط مشکی در مرکز ناحیهٔ سفید زاویه صعود حداکثری و زاویه فرود حداکثری با پرتاب ذخیرهٔ کافی برای فروزش فرود نشان می‌دهد. با این شیوه خلبان می‌تواند از LRI برای تعیین زمان دقیق استفاده می‌کند برای برخیزش هواپیمابا پیچش بر سطح زمین حداقلی وزاویهٔ صعود ترکیبی حداکثری.

## انواع سرعت سنج‌های هوا
کاراترین سرعت بهینه مقاومت جبهه‌ای و مطلق پرتاب در دسترس، سرعت کاهش یافته و دیگر اطلاعات ایرودینامیک بستگی به سنجش دارد نه سرعت حقیقی هوا اکثر هواپیماها اختلاف کمی بین سرعت هوای واقعی و سرعت دستگاه مکان‌یاب شاید نشان می‌دهند. این تفاوت خطای موقعیت نامیده می‌شود، که عمدتاً به خاطر حس کردن نادقیق فشار ایستا است. معمولاً غیرممکن است برای یافتن جایگاهی برای پورت‌های ایستا که تمام زاویه حمله در فشار ۱ اتمسفر در ارتفاعات پرواز کردن هواپیما به‌طور دقیق احساس می‌شود.
اصول برنولی تعیین می‌کند که فشار کلی در یک راستا ثابت است. فشار پیتو برابر با فشارکلی است؛ بنابراین فشار پیتو در تمام اطراف هواپیما ثابت است و دچار خطای جایگاه نمی‌شود.
.
جایگاه پورت‌های ایستا بایستی توسط طراح هواپیما به‌طوردقیق انتخاب شودزیرا خطای جایگاه باید در تمام سرعت‌ها در محدودهٔ دامنه عملیات کاهش یابد. معمولاً چارچوب سنجش مخصوص برای انواع هواپیما تهیه می‌شود.
در سرعت‌های بالا و ارتفاعات، سرعت سنجیده شده هوا بایستی بیشتر تصحیح شود. خطای تراکم افزایش می‌یابد زیرا اثر فشار منجر به تراکم هوا در لوله پیتو خواهد شد. معادله کالیبراسیون برای تراکم‌پذیری به حساب می‌آید ولی تنها در فشار در دریای استاندارد در ارتفاعات دیگر اصلاح خطای تراکم ممکن است بدست آمده باشد از چارچوبی. درعمل خطای تراکم قابل چشم پوشی است کمتر از حد ۳۰۰۰ تا ۱۰۰۰ پا و سرعت ۱۰۰ تا ۳۰۰ متر بر ثانیه اشکال سرعت هواپیمایی سنجیده شده‌است.
سرعت هواپیمای واقعی می‌تواند محاسبه شود به عنوان تابعی از سرعت هواپیما و غلظت هوای منطقه یا دما و ارتفاعات فشار که غلظت را تعیین می‌کند. برخی از نمایشگرها ی سرعت هواپیما تشکیل می‌دهند ساز وکار قاعده سر خوردن برای اینکه به این نتیجه برسیم. در غیر این صورت می‌تواند با ماشین حسابی مانند E6B انجام شود و قاعده سر خوردن دایره‌ای دستی برای تخمین سریع سرعت واقعی هوا ۲٪ به ارتفاع ۳۰۰ تا ۱۰۰۰ پایی اضافه می‌کنیم. برای نمایشگر سرعت هواپیما. نمایشگر سرعت هواپیما سرعت ۵۲متر بر ثانیه و ۱۰۰ خطا در ۳۰۰۰ متر و ۱۰۰۰ متر بالاتر از سطح دریاسرعت واقعی هوا ۶۲متر بر ثانیه و ۱۲۰ خطا می‌باشد.

## همچنین مشاهده کنید
- سرعت هوا
- دستگاه‌های هدایت پرواز
- Machmeter
- Position error
- سرعت (هوانوردی)